# Juan Antonio Buschiazzo
Juan Antonio Buschiazzo (29 de outubro de 1845 - 13 de maio de 1917) foi um arquiteto e engenheiro italiano que contribuiu para a modernização de Buenos Aires nos anos 80 e para a construção da idade de La Plata, a nova capital da província de Buenos Aires.
Nascido em 1845 em Pontinvrea, Buschiazzo era filho de Margarita Bresciani e Carlos Buschiazzo. Em 1850 a família chegou na Argentina e instalou-se em Belgrano, uma cidade que logo se tornaria um bairro da cidade de Buenos Aires. Foi lá que seus quatro irmãos e irmãs nasceram.
Em 1862 ele começou a trabalhar no estúdio do arquiteto italiano Nicolás Canale e seu filho José. Em 1869 ele graduou pela Universidade de Buenos Aires com um diploma de engenharia. Em 1875 tornou-se membro da Comissão Municipal de Obras Públicas de Belgrano e, em 1878, qualificou-se como arquiteto. Em 1879 seu filho, Juan Carlos, nasceu e no futuro tornou-se um arquiteto, trabalhando com seu pai em vários de projetos.

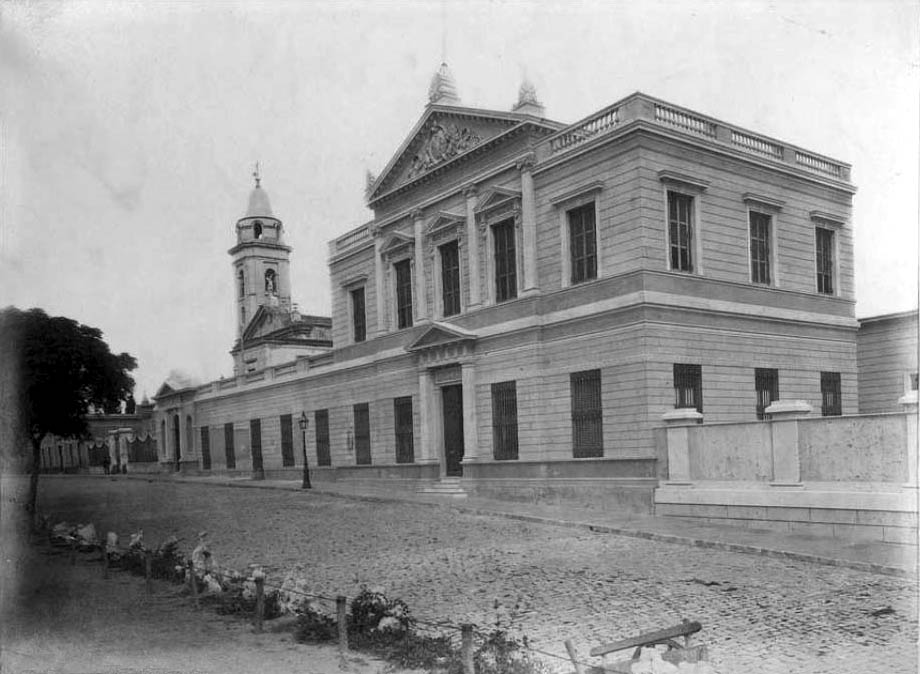
O asilo construído por Juan hoje é o Centro Cultural Recoleta.

Quando Buenos Aires oficialmente tornou-se a capital da Argentina em 1880, Buschiazzo foi convidado a ingressar no Departamento de Engenheiros Municipais. Com isso, envolveu-se em uma diversidade de projetos que diziam respeito à modernização de Buenos Aires e a construção de edifícios públicos, casas, hospitais, cemitérios, igrejas, parques, bancos e mais. Em 1881 ele juntou-se à Comissão de supervisionamento de construções e projetos na cidade de La Plata.
Em 1886 fundou a Sociedade Central de Arquitetos e tornou-se seu presidente entre 1888 e 1891 e novamente entre 1901 e 1902.
Entre os anos de 1908 e 1910 ele participou na Comissão para a Exposición Internacional del Centenario. Morreu em Buenos Aires em 13 de maio de 1917.